# Fresno de la Ribera
Fresno de la Ribera es un municipio y localidad española de la provincia de Zamora perteneciente a la comunidad autónoma de Castilla y León.

## Geografía
Integrado en la comarca de Alfoz de Toro, se sitúa a 17 kilómetros de la capital provincial. El término municipal está atravesado por la autovía del Duero (A-11) y por la carretera nacional N-122, entre los pK 442 y 444, además de por una carretera local que se dirige hacia Matilla la Seca. El relieve del municipio está definido por la ribera derecha del río Duero, que hace de límite meridional del municipio, y por un terreno en pendiente ascendente hacia el norte de predominio llano pero con algunas elevaciones, como el Teso de Geroma (774 metros). La altitud oscila entre los 774 metros (Teso de Geroma) y los 620 metros a orillas del Duero. El pueblo se alza a 698 metros sobre el nivel del mar. 
| Noroeste: Coreses | Norte: Coreses  | Noreste: Toro |
| Oeste: Coreses    |                 | Este: Toro    |
| Suroeste: Coreses | Sur: Villalazán | Sureste: Toro |

## Clima
Fresno de la Ribera tiene un clima continental algo mediterranealizado, donde las mínimas anuales rondan los -7 °C y las máximas anuales los 36 °C. El régimen de precipitación se mueve en torno a los 320-400 mm/año, siendo los meses más lluviosos diciembre y mayo. El fenómeno meteorológico más significativo son las nieblas, acompañadas a veces de cencelladas. En invierno suele haber muchos días de helada, siendo las precipitaciones abundantes en diciembre, y menos cuantiosas en enero y febrero. En primavera todavía puede haber heladas que echen a perder algunos cultivos, las precipitaciones suelen ser igual de abundantes que en invierno, pero de carácter convectivo. En verano, las precipitaciones son casi nulas, registrándose sobre todo en junio y a finales de agosto, las temperaturas suelen ser altas con máximas de 28 °C y mínimas de 12-14 °C. En otoño, con la llegada de frentes por el atlántico suele ser la época más lluviosa, con precipitaciones medias en torno a 100-120 mm.

## Historia

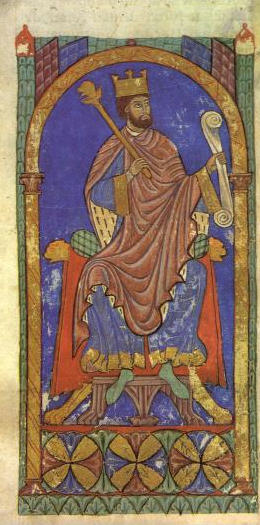
Alfonso VII de León donó Fresno a la iglesia de Santa María de Toro y al obispo de Zamora en 1139.

Su fundación se remontaría a la Edad Media, enmarcándose dentro del proceso repoblador emprendido por los reyes leoneses en el alfoz toresano. Así, el 14 de agosto de 1139 el rey Alfonso VII de León donó la villa de Fresno a la iglesia de Santa María de Toro y al obispo Bernardo de Zamora.
Por otro lado, desde las Cortes leonesas de 1188, Fresno de la Ribera fue una de las localidades representadas por la ciudad de Toro en Cortes, siendo una de las que integró posteriormente la provincia de Toro. Asimismo, en la Edad Moderna cabe señalar la importancia que tuvo el paso de señorío laico a señorío de abadengo.
Finalmente, ya en la Edad Contemporánea, al crearse las actuales provincias en la división provincial de 1833, Fresno de la Ribera quedó encuadrado en la provincia de Zamora, dentro de la Región Leonesa.

## Demografía
Cuenta con una población de 342 habitantes (INE 2024).
| Gráfica de evolución demográfica de Fresno de la Ribera entre 1842 y 2021                                             |
| |
| Población de derecho según los censos de población del INE. Población de hecho según los censos de población del INE. |

## Economía
Agricultura, industrias lácteas y de áridos y movimientos de tierras. También la planta de residuos urbanos ubicada en el Teso de la Geroma.

## Símbolos
Escudo

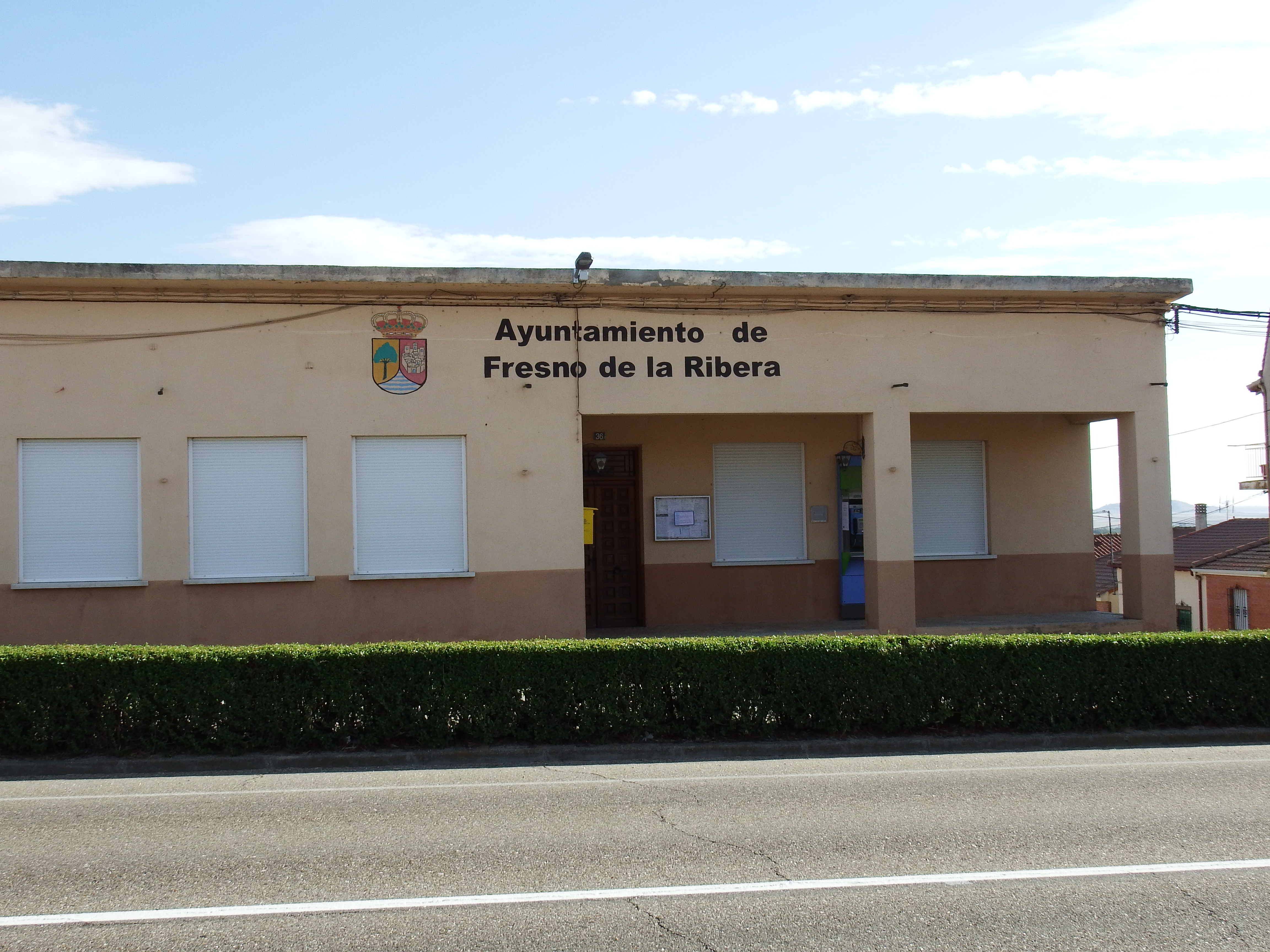
Ayuntamiento de Fresno de la Ribera

Escudo partido y medio cortado. 1.º De plata, árbol fresno arrancado de sinople. 2.º De gules, una espada y un alfanje de gules, puestos en sotuer. 3.º De plata, dos ondas de azur. Al timbre, corona real cerrada.
Bandera
Compuesta con tres colores de su escudo de armas. El sinople, color de sus Fresnos, que simboliza, la esperanza, la amistad y la cortesía, dones que Fresno de la Ribera ostenta. La plata, simboliza la pureza, la que poseen sus paisajes. Gules, simboliza, la caridad, el honor y la valentía, valores que Fresno de la Ribera demuestra. Lleva en su centro escudo de armas y de proporción cuadrada. 
Fecha de B.O.C. y L.: Jueves, 20 de febrero de 2003 B.O.C. y L. n.º 35

## Patrimonio
La iglesia de Nuestra Señora de la Asunción posee un retablo mayor con cuatro columnas del siglo XVII, coronado por un calvario de la misma época. Además, cuenta con un crucifijo románico del siglo XIV. El historiador Jaime Nuño González ha afirmado que el pórtico de la parroquial tiene paralelismos en la región.

## Fiestas
El 15 de mayo San Isidro, carnaval y "verano cultural" en los meses de julio/agosto. 

## Gastronomía
Entre los platos típicos se encuentra el arroz a la zamorana, las sopas de ajo, el bacalao al ajo arriero,